# Tužková sukně

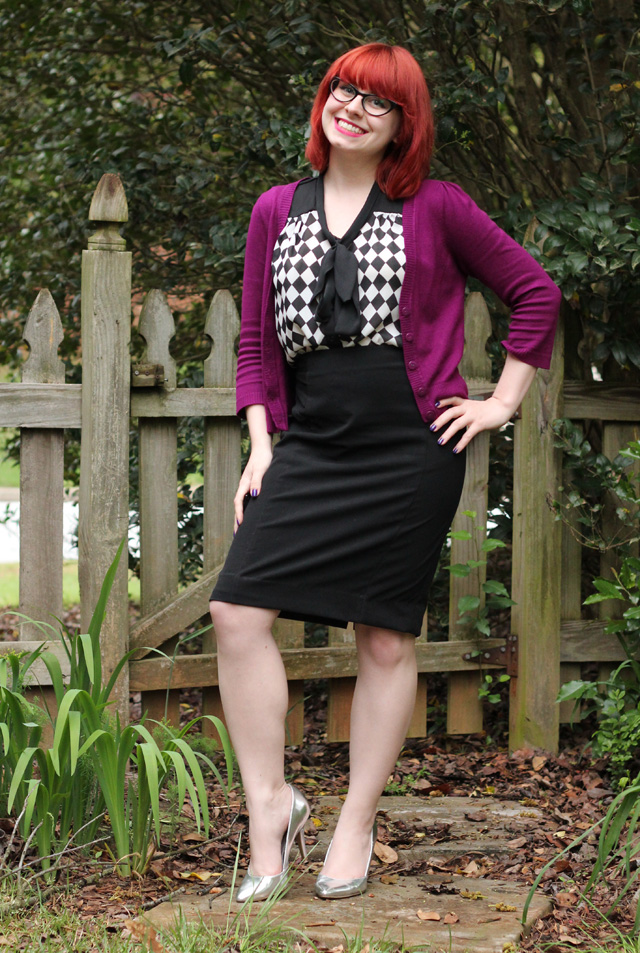
Tužková sukně

Tužková sukně je úzký druh sukně. Její lem obecně sahá na koleno či těsně pod něj. Tužková sukně svůj název dostala právě podle svého úzkého a dlouhého střihu, který připomíná tužku. Tužkovou sukni lze nosit buď jako samostatný kus oděvu, nebo jako součást kostýmku. V zadní části (méně často na boku) má obvykle rozparek, neboť jinak by její úzký tvar omezoval pohyb. V případě, že je tužková sukně vyrobená z pružného materiálu, rozparek nemívá.